# Xanthorhoe algidata
Xanthorhoe algidata là một loài bướm đêm trong họ Geometridae.